# Helmut Heyne
Helmut Heyne (* 27. April 1906 in Gera; † 7. Februar 2001 in Berlin) war ein deutscher Schauspieler und Synchronsprecher.

## Schauspiel
Von 1924 bis 1936 nahm Helmut Heyne Schauspielunterricht bei Claus Clausen am Reußischen Theater in Gera. Hier und auf einigen anderen Theatern begann er seine Karriere. In den 1930er Jahren startete Heyne als Schauspieler in Kino- und später auch in Fernsehfilmen. Unter anderem war er zu sehen in Berliner Ballade, Schützenliesel und Sergeant Berry an der Seite von Hans Albers. Seinen letzten Film drehte er 1996.

## Synchron
Anfang der 1970er Jahre stellte er seine schauspielerische Karriere in den Hintergrund, um sich der Synchronarbeit zu widmen. Er synchronisierte beispielsweise Robert Nevin 1974 in Der weiße Hai, 1971 Richard Bright in Der Pate oder DeForest Kelley in Star Trek, außerdem Ian McDiarmid als Imperator Palpatine in Star Wars Episode VI: Die Rückkehr der Jedi-Ritter. Bekannt wurde seine Stimme aber auch in mehreren Zeichentrickfilmen wie in Asterix – Operation Hinkelstein, wo er den Methusalix sprach. Weiterhin kennt man seine Stimme aus Disney-Filmen der 80er und 90er. Er synchronisierte zum Beispiel den Buchhändler in Die Schöne und das Biest und den Medizinmann in Pocahontas. In der deutschen Synchronfassung von Jim Hensons Der dunkle Kristall sprach er den Wissenschaftler der Skekse. Daneben war er auch als Sprecher für Hörspiele aktiv.
Am 7. Februar 2001 starb Heyne im Alter von 94 Jahren in Berlin.

## Filmografie
- 1934: Polenblut
- 1937: Alarm in Peking
- 1938: Frau kommt in die Tropen
- 1938: Ich liebe Dich
- 1938: Sergeant Berry
- 1939: Kennwort Machin
- 1941/43: Nacht ohne Abschied
- 1942: Fronttheater
- 1942: Andreas Schlüter
- 1947: Und finden dereinst wir uns wieder…
- 1948: Chemie und Liebe
- 1948: Berliner Ballade
- 1949: Das Mädchen Christine
- 1949: Anonyme Briefe
- 1950: Der Auftrag Höglers
- 1954: Die Hexe
- 1954: Schützenliesel
- 1958: Viel Lärm um nichts
- 1959: Kriegsgericht
- 1960: Ich fand Julia Harrington
- 1961: Elisabeth von England
- 1962: Das Geheimnis der schwarzen Koffer
- 1962: Das Paradies von Pont L’Eveque
- 1964: Ein langer Tag
- 1966: Hava, der Igel
- 1966: Leben wie die Fürsten
- 1972: Gelobt sei, was hart macht
- 1996: Die blinde Kuh

## Hörspiele
- 2004: Die Rückkehr der Jedi Ritter, Episode 6, Das Hörspiel zum Kinofilm, Universal, ISBN 978-3-89945-779-7

## Synchronrollen (Auswahl)
Quelle: Deutsche Synchronkartei
| Schauspieler         | Film/Serie                                    | Rolle                              |
| -------------------- | --------------------------------------------- | ---------------------------------- |
| Abraham Sofaer       | Vier für Texas                                | Pulaski                            |
| Aldo De Carellis     | Blutrausch                                    | Riccardo                           |
| Bill Erwin           | Dennis                                        | Edward Little                      |
| C. Aubrey Smith      | Sexbombe                                      | Mr. Middleton (Synchro 1988)       |
| Claudio Gora         | Die Fünf Gefürchteten                         | Manuel Esteban                     |
| Colin Gordon         | L – Der Lautlose                              | Vikar                              |
| Cyril Cusack         | Keiner haut wie Don Camillo                   | Bischof                            |
| Cyril Cusack         | In einem fernen Land                          | Danty Duff                         |
| Ed Bakey             | Missouri                                      | Kartengeber                        |
| Edward Larry Akau    | Hawaii Fünf-Null (Fernsehserie)               | Kahuna                             |
| Edward McWade        | Hier ist John Doe                             | Joe (2. Synchro)                   |
| Feodor Chaliapin Jr. | Mondsüchtig                                   | Opa                                |
| Feodor Chaliapin Jr. | Der Innere Kreis                              | Prof. Bartnev                      |
| Frank Reicher        | Dr. Zyklop                                    | Professor Kendall (Synchro 1977)   |
| Halliwell Hobbes     | Der Prinz und der Bettelknabe                 | Erzbischof                         |
| Harold Bergman       | Der Supercop                                  | Priester                           |
| Harold Bergman       | Bud, der Ganovenschreck                       | Pfarrer                            |
| Ian McDiarmid        | Die Rückkehr der Jedi-Ritter                  | Imperator                          |
| Ian Wolfe            | Bonanza (Fernsehserie)                        | John J. Harrison                   |
| Ian Wolfe            | Der Killer im Kopf                            | Priester (Synchro 1992)            |
| Jacques Herlin       | Die Kleine Diebin                             | Le sacristain                      |
| James Connell        | Die Welt in 10 Millionen Jahren               | Präsident                          |
| Jean-Marc Stehlé     | Die Bartholomäusnacht                         | Wirt                               |
| John Anderson        | Rauchende Colts (Fernsehserie)                | Lemuel Cleary                      |
| John Astin           | The Frighteners                               | Der Richter                        |
| John Byner           | Taran und der Zauberkessel                    | Doli                               |
| John Creamer         | Ein stahlharter Mann                          | Zimmer-Vermieter (1. Synchro 1975) |
| Joseph Margo         | Kesse Bienen auf der Matte                    | Tankwart                           |
| Julio Peña           | El Condor                                     | General Hernandez                  |
| Keye Luke            | Gremlins – Kleine Monster                     | Mr. Wing                           |
| Keye Luke            | Gremlins 2 – Die Rückkehr der kleinen Monster | Mr. Wing                           |
| Larry Clemmons       | Bernard und Bianca – Die Mäusepolizei         | Klemms (Gramps)                    |
| Niu Xingli           | Alter Brunnen                                 | Großvater Wanshui (Synchro 1989)   |
| Norman Lloyd         | Die Abenteuer von Rocky und Bullwinkle        | C–Präsident                        |
| Peter Cushing        | Im Banne des Kalifen                          | Wazir Al Wuzara                    |
| Philip Ahn           | Modern Millie                                 | Tea                                |
| Roberts Blossom      | Always                                        | Dave                               |
| Samuel S. Hinds      | Onkel Harrys seltsame Affäre                  | Dr. Adams (Synchro 1983)           |
| Savich Goldreich     | Eis am Stiel                                  | Der Frauenarzt                     |
| Vittorio Duse        | Die Rache des Sizilianers                     | Fotograf                           |
| William Hickey       | Auf Kriegsfuß mit Major Payne                 | Dr. Phillips                       |
| William Hickey       | Mäusejagd                                     | Rudolph Smuntz                     |